# Інтеграл Даніелла
Одне з основних ускладнень у використанні традиційного інтеграла Лебега полягає в тому, що його застосування вимагає попередньої розробки відповідної теорії міри.
Існує інший підхід, викладений Даніеллем в 1918 році в його статті «Загальний вид інтеграла» («Annals of Mathematics», 19, 279), що не має цього недоліку і що має значні переваги при узагальненні на простори вищих розмірностей і подальших узагальненнях (наприклад, у формі інтеграла Стілтьєса).

## Визначення
Основна ідея полягає в аксіоматизуванні поняття інтеграла. Розглянемо сімейство {\displaystyle H} обмежених дійснозначних функцій (названих елементарними функціями), визначених на множині {\displaystyle X}, що задовольняє таким аксіомам:
1. {\displaystyle H}  — лінійний простір із звичайними операціями додавання і скалярного множення.
2. {\displaystyle h(x)\in H\Rightarrow |h(x)|\in H}: якщо функція належить {\displaystyle H}, то її модуль також належить {\displaystyle H}
Крім того, на просторі елементарних функцій визначається позитивно визначений неперервний лінійний функціонал {\displaystyle I}, названий елементарний інтеграл.
1. Лінійність: якщо h і k обидва належать H, і {\displaystyle \alpha }, {\displaystyle \beta } — довільні дійсні числа, тоді {\displaystyle I(\alpha h+\beta k)=\alpha Ih+\beta Ik}.
2. Невід'ємність: якщо {\displaystyle h(x)\geq 0}, тоді {\displaystyle Ih\geq 0}.
3. Неперервність: якщо {\displaystyle h_{n}(x)} незростаюча послідовність (тобто {\displaystyle h_{1}\geq \cdots \geq h_{k}\geq \cdots }) функцій з {\displaystyle H}, які збігаються до нуля для всіх {\displaystyle x} в {\displaystyle X}, тоді {\displaystyle Ih_{n}\to 0}.

У цих термінах можна визначити множину міри нуль. Множина {\displaystyle Z}, що є підмножиною {\displaystyle X}, має міру нуль, якщо для будь-якого {\displaystyle \varepsilon >0} існує неспадна послідовність невід'ємних елементарних функцій {\displaystyle h_{p}(x)\in H} така, що {\displaystyle Ih_{p}<\varepsilon } і {\displaystyle \sup _{p}h_{p}(x)\geq 1} на {\displaystyle Z}.
Якщо деяка умова виконується на {\displaystyle X} скрізь, окрім, можливо, підмножини міри нуль, то говорять, що воно виконується майже всюди.
Розглянемо множину {\displaystyle L^{+}}, що складається зі всіх функцій, що є межею неспадних послідовностей {\displaystyle {\lbrace h_{n}\rbrace }} елементарних функцій майже всюди, причому множина інтегралів {\displaystyle Ih_{n}} обмежена. Інтеграл функції {\displaystyle f\in L^{+}} за визначенням дорівнює:
{\displaystyle If=\lim _{n\to \infty }Ih_{n}}
Можна показати, що це визначення коректне, тобто воно не залежить від вибору послідовності {\displaystyle {\lbrace h_{n}\rbrace }}.

## Властивості
За допомогою цієї конструкції можуть бути доведені майже всі теореми теорії інтеграла Лебега, наприклад теорема Лебега про домінантну збіжність, теорема Тонеллі — Фубіні, лема Фату і теорема Ріса — Фішера. Його властивості такі ж, як і у звичайного інтеграла Лебега.

## Міри, що вводяться на основі інтеграла Деніелла
Завдяки природній відповідності між множинами і функціями, можливо побудувати теорію міри на основі інтеграла Деніелла. Якщо взяти характеристичну функцію χ(x) деякої множини, то її інтеграл може бути взятий за міру цієї множини. Можна показати, що це визначення еквівалентне класичному визначенню міри по Лебегу.

## Переваги перед класичними визначеннями
Така побудова узагальненого інтеграла має деякі переваги перед методом Лебега, особливо у функціональному аналізі. Конструкції Лебега і Деніелла еквівалентні, якщо розглядати як елементарні ступінчасті функції, проте при узагальненні поняття інтеграла на складніші об'єкти (наприклад, лінійні функціонали) виникають істотні труднощі в побудові інтеграла за Лебегом. За Деніеллем інтеграл будується простіше.

## Дивись також
- Інтеграл Рімана
- Інтеграл Лебега
- Інтеграл Стілтьєса
- Інтеграл Бохнера